# 全日本少年少女武道錬成大会 (剣道)
全日本少年少女武道（剣道）錬成大会 （ぜんにほんしょうねんしょうじょぶどう（けんどう）れんせいたいかい）は、毎年夏に日本武道館で開催される、小学生を対象とした剣道の全国大会。

## 概要
剣道を通して心身の錬磨と相互の親睦を図り、青少年の健全な育成を図る趣旨のもとに、毎年全国各地の道場に所属する数千名にものぼる小学生が日本武道館に集結して開催される剣道の大会。なお、この大会は団体戦のみで個人戦は実施されない。
- 基本錬成が行われる。
- 試合錬成は小学校4年生から参加でき、男女別、学年別の区別はない。